# IC 4762
IC 4762 ist ein Doppelstern im Sternbild Draco. Das Objekt wurde am 15. August 1892 von Guillaume Bigourdan entdeckt.